# Kallar
Kallar fou un estat tributari protegit, un jagir al districte de Rawalpindi, al que avui és la província del Panjab (Pakistan), amb una superfície d'uns 115 km² governat per la nissaga sikh Bedi, descendent llegendari de Rama. Sahib Singh que va governar al darrer quart del segle XVIII i primer del XIX, va pujar al tron amb 17 anys, va combatre contra el nawab afganès de Malerkotla el qual es va salvar per la intervenció al seu favor de Patiala, Nabha, Jind i Kalsia, que el van obligar a retirar-se; el 1798 va ocupar Ludhiana i Mansuran, i va dirigir la resistència dels sikhs contra els afganesos (1796-1798) prenent part a la batalla de Bhasin (març de 1800); va ajudar al maharajà Ranjit Singh contra Gulab Singh Bhangi, i va rebre la taluka d'Una el 1804 del raja Ummed Singh de Jaswal, concessió confirmada per Ranjit Singh el 1816 quan a més li va rebre la taluka de Nurpur de Sardar Budh Singh. Posteriorment es va dedicar a l'oració i predicació fins que va morir a Una el 17 de juliol de 1834. Va repartir els seus dominis i el fill gran Baba Bishen Singh el va succeir a Kallar, i un altre fill, Baba Bikram Singh a Una (al districte d'Horshiapur) 
Bikram Singh on va iniciar una nissaga a Una; va lluitar a les dues guerres anglosikhs (va rebre Talhatti del maharaja Sher Singh) i el 1846 amb l'annexió britànica, fou un dels pocs jagirdars que va poder conservar els seus dominis; va morir a Amritsar el 1863.
Bishen Sing va morir el 1839 i el va succeir el seu fill Baba Attar Singh que va morir al cap de poc el 25 de novembre de 1839; dos fills (Baba Sampuran Singh i Baba Raja Sir Khem Singh Bedi) successivament van heretar els seus dominis al Doab de Jalandhar i altres 41 pobles dels quals 14 foren annexionats pels britànics el 1849 al moment de l'annexió de Panjab. Khem Singh fou el 14è cap espiritual de la comunitat sikh; va ajudar els britànics el 1857; va donar grans quantitats per obres de caritat i va tenir diversos càreccs de magistrat dels britànics i membre del consell legislatiu del virrei el 1893 i 1897; va morir el 10 d'abril de 1905.

## Llista de jagirdars
- Sri Baba guru nanak devji + 1539.[1]
- baba laxmi chand, fill 1539-1556
- baba dharam chand, fill 1556-1618
- baba manik chand, fill 1618-?
- baba datar chand, nebot
- baba pahar chand, fill
- baba harkaran chand, fill
- baba nihal chand, fill
- baba kaladhari, fill, mort 1736
- baba ajit singh, fill 1736-1773
- baba sahib singh fill 1773-1834,
- baba bishen singh fill 1834-1839
- baba attar singh fill 1839
- baba sampuran singh, fill 1839-?
- baba raja sir khem singh bedi ?-1905
- baba raja sir gurbaksh singh 1905-1946
- baba surinder singh 1946- 1948

## Branca d'Una
- Baba bikram singh 1834-1863
- baba sujan singh, fill 1863-1919
- baba ram kishan singh, fill 1919-?
- baba sanwal singh ?-1948